# 김호준 (1996년)
김호준(한국 한자: 金鎬俊, 1996년 3월 18일 ~ )은 대한민국의 축구 선수로, 주 포지션은 센터백이지만 풀백도 소화 가능하다. 현재 K3리그의 파주시민축구단에서 활약하고 있다.